# フィリーサイアー
フィリーサイアー(Filly Sire)とは、産駒の活躍馬が牝馬に偏った種牡馬のことである。

## 概要
牝馬の英名「フィリー」（Filly）と、種牡馬の英名「サイアー」（Sire）を繋げた言葉である。対義語として、活躍する産駒が牡馬に偏る種牡馬をコルトサイアー（Colt Sire）と呼ぶ。フィリーサイアーは繁殖牝馬の父として影響力を残す可能性は高まるが、有力な後継種牡馬を残せないことで父系が衰退するリスクを抱える。
フィリーサイアーは主にダンジグ系（特にデインヒル系）、フェアリーキング系、ヴァイスリージェント系に見られる。また、フィリーサイアーはセン馬が活躍する傾向もある。これは、去勢した馬は女性ホルモンの関係で筋肉が固くなりにくくなることによる。フィリーサイアーから生まれる牡馬は加齢とともに筋肉が増えると競走成績が低下する傾向にあり、活躍時期は2～3歳時に集中しやすい。
フィリーサイアーの典型とされるファルブラヴ（フェアリーキング系）は2019年現在、産駒の賞金獲得額上位19頭を牝馬（14頭）とセン馬（5頭）が占めている。

## フィリーサイアーとされる種牡馬の例

### 日本
- アローエクスプレス[5]
- ファルブラヴ[2][6]
- クロフネ[2][7]

### 海外
- サーアイヴァー[8]
- ザミンダー[1]
- アルザオ[2]
- セクレタリアト[9]
- エンパイアメーカー[10]
- メダグリアドーロ[11]